# Pomacentrus aurifrons
 Pomacentrus aurifrons és una espècie de peix de la família dels pomacèntrids i de l'ordre dels perciformes.

## Morfologia
Els mascles poden assolir els 6,2 cm de longitud total.

## Distribució geogràfica
Es troba a Papua Nova Guinea, Vanuatu i Salomó.